# 劉黼
劉黼（1469年—？），字廷章，山西汾州平遙縣人，軍籍，明朝政治人物。

## 生平
弘治十四年（1501年）辛酉科山西鄉試第六十四名舉人。正德六年（1511年）中式辛未科會試第三百三十三名，登第三甲第二百二十六名進士。曾官夔州府、汝宁府知府。

## 家族
曾祖劉□；祖父劉守道；父劉□，母李氏；繼母侯氏。具庆下。